# Dennis Kelly
Dennis Kelly, född 16 november 1970 i Barnet, är en brittisk producent, manusförfattare och dramatiker verksam inom film- och teaterproduktioner samt TV-produktioner.

## Biografi
Kelly skrev manus för musikalen Matilda inför uruppförandet på Courtyard Theatre 2010. För detta fick han en Tony Award för bästa musikallibretto 2013. Kelly skrev även manus för filmatiseringen av musikalen 2022.

## Filmografi

### Manus (i urval)
- 2013–2014 – Utopia (TV-serie)
- 2020 – The Third Day (TV-serie)
- 2022 – Roald Dahl's Matilda the Musical

## Teater (i urval)
- 2010 – Matilda, på Courtyard Theatre

## Utmärkelser
- 2013 – Tony Award för bästa musikallibretto[2]